# Gaetano di Borbone-Parma
Gaetano di Borbone-Parma (nome completo Gaetano Maria Giuseppe Pio; Capezzano Pianore, 11 giugno 1905 – Mandelieu-la-Napoule, 9 marzo 1958) fu principe di Parma, Piacenza e Guastalla per nascita.
Fu uno dei carlisti italiani che combatterono durante la guerra civile spagnola.

## Biografia

### Infanzia
Gaetano di Borbone era il ventiquattresimo figlio del duca Roberto I di Parma e della seconda moglie, l'infanta di Portogallo Maria Antonia di Braganza, duchessa consorte, nacque l'11 giugno 1905. Gaetano nacque a Villa Pianore vicino a Lucca. Fu battezzato Gaetano Maria Giuseppe Pio. Il suo padrino era Papa Pio X. Gaetano aveva solo due anni quando suo padre morì. Venne mandato a studiare a Stella Mattutina, una scuola cattolica per ragazzi gestita da gesuiti sacerdoti a Feldkirch, vicino al confine svizzero. Alla caduta della dinastia Asburgo-Lorena si trasferì con suo fratello, Sisto a Parigi. Terminò la sua formazione in Francia e in Lussemburgo, dove suo fratello Felice era il granduca consorte avendo sposato la granduchessa regnante. Gaetano accompagnò suo fratello Sisto nelle sue spedizioni in Africa.

### Matrimonio
Il principe Gaetano sposò a Parigi il 29 aprile 1931 la principessa Margherita di Thurn und Taxis, figlia di Alessandro della Torre e Tasso primo Duca di Duino, dalla quale Gaetano ebbe una figlia:
- Diana Margherita di Borbone-Parma (Parigi, 22 maggio 1932 - Amburgo, 7 maggio 2020), sposata con il principe Francesco Giuseppe di Hohenzollern nel 1955 da cui ebbe un figlio; una volta divorziata nel 1961, sposò Hans Joachim Oehmichen quello stesso anno ed ebbe tre figli. Vittima della COVID-19.

### Guerra
Studiò in Francia e durante la guerra civile spagnola si arruolò tra i requetes, i miliziani carlisti, nel 1936, naturalmente avendo chiesto il permesso a suo fratello Saverio (divenuto Reggente della Comunione Tradizionalista dopo la scomparsa di Alfonso Carlo di Borbone-Spagna), e rimase gravemente ferito a Bilbao. In seguito partecipò alle attività del  Campo Ritchie, una scuola che preparava giovani ebrei tedeschi a svolgere operazioni speciali in territorio tedesco.
Nel 1940 si arruolò nell'esercito statunitense e nel 1944 prese parte allo sbarco in Normandia.

### Morte
L'8 marzo 1958, il principe Gaetano rimase gravemente ferito in un incidente stradale nei pressi di Cannes, in Costa Azzurra, dove il principe si trovava per visitare il fratello Luigi. Morì il 9 marzo 1958 a Mandelieu-la-Napoule, il giorno dopo essere stato portato in ospedale, e fu sepolto il 10 marzo con il berretto rosso dei requeté, come egli aveva ordinato.

## Ascendenza
|                                           |                            |                                             | Genitori                                       |  |  | Nonni |  |  | Bisnonni                  |  |  | Trisnonni             |  |
|                                           |                            |                                             |                                                |  |  |       |  |  | Carlo Ludovico di Borbone |  |  | Ludovico I di Etruria |  |
|                                           |                            |                                             |                                                |  |  |       |  |  | Carlo Ludovico di Borbone |  |  | Ludovico I di Etruria |  |
|                                           |                            | Maria Luisa di Borbone-Spagna               |                                                |  |  |       |  |  | Carlo Ludovico di Borbone |  |  |                       |  |
| Carlo III di Parma                        |                            |                                             |                                                |  |  |       |  |  | Carlo Ludovico di Borbone |  |  |                       |  |
|                                           |                            | Maria Teresa di Savoia                      | Vittorio Emanuele I di Savoia                  |  |  |       |  |  |                           |  |  |                       |  |
|                                           |                            | Maria Teresa di Savoia                      | Vittorio Emanuele I di Savoia                  |  |  |       |  |  |                           |  |  |                       |  |
|                                           |                            | Maria Teresa di Savoia                      | Maria Teresa d'Austria-Este                    |  |  |       |  |  |                           |  |  |                       |  |
| Roberto I di Parma                        |                            | Maria Teresa di Savoia                      |                                                |  |  |       |  |  |                           |  |  |                       |  |
|                                           |                            | Carlo di Borbone-Francia                    | Carlo X di Francia                             |  |  |       |  |  |                           |  |  |                       |  |
|                                           |                            | Carlo di Borbone-Francia                    | Carlo X di Francia                             |  |  |       |  |  |                           |  |  |                       |  |
|                                           |                            | Carlo di Borbone-Francia                    | Maria Teresa di Savoia                         |  |  |       |  |  |                           |  |  |                       |  |
| Luisa Maria di Borbone-Francia            |                            | Carlo di Borbone-Francia                    |                                                |  |  |       |  |  |                           |  |  |                       |  |
|                                           |                            | Carolina di Borbone-Due Sicilie             | Francesco I delle Due Sicilie                  |  |  |       |  |  |                           |  |  |                       |  |
|                                           |                            | Carolina di Borbone-Due Sicilie             | Francesco I delle Due Sicilie                  |  |  |       |  |  |                           |  |  |                       |  |
|                                           |                            | Carolina di Borbone-Due Sicilie             | Maria Clementina d'Asburgo                     |  |  |       |  |  |                           |  |  |                       |  |
| Gaetano di Borbone-Parma                  |                            | Carolina di Borbone-Due Sicilie             |                                                |  |  |       |  |  |                           |  |  |                       |  |
|                                           | Giovanni VI del Portogallo | Pietro III del Portogallo                   |                                                |  |  |       |  |  |                           |  |  |                       |  |
|                                           | Giovanni VI del Portogallo | Pietro III del Portogallo                   |                                                |  |  |       |  |  |                           |  |  |                       |  |
|                                           | Giovanni VI del Portogallo | Maria I del Portogallo                      |                                                |  |  |       |  |  |                           |  |  |                       |  |
| Michele del Portogallo                    | Giovanni VI del Portogallo |                                             |                                                |  |  |       |  |  |                           |  |  |                       |  |
|                                           |                            | Carlotta Gioacchina di Borbone-Spagna       | Carlo IV di Spagna                             |  |  |       |  |  |                           |  |  |                       |  |
|                                           |                            | Carlotta Gioacchina di Borbone-Spagna       | Carlo IV di Spagna                             |  |  |       |  |  |                           |  |  |                       |  |
|                                           |                            | Carlotta Gioacchina di Borbone-Spagna       | Maria Luisa di Borbone-Parma                   |  |  |       |  |  |                           |  |  |                       |  |
| Maria Antonia di Braganza                 |                            | Carlotta Gioacchina di Borbone-Spagna       |                                                |  |  |       |  |  |                           |  |  |                       |  |
|                                           |                            | Costantino di Löwenstein-Wertheim-Rosenberg | Carlo Tommaso di Löwenstein-Wertheim-Rosenberg |  |  |       |  |  |                           |  |  |                       |  |
|                                           |                            | Costantino di Löwenstein-Wertheim-Rosenberg | Carlo Tommaso di Löwenstein-Wertheim-Rosenberg |  |  |       |  |  |                           |  |  |                       |  |
|                                           |                            | Costantino di Löwenstein-Wertheim-Rosenberg | Sofia di Windisch-Grätz                        |  |  |       |  |  |                           |  |  |                       |  |
| Adelaide di Löwenstein-Wertheim-Rosenberg |                            | Costantino di Löwenstein-Wertheim-Rosenberg |                                                |  |  |       |  |  |                           |  |  |                       |  |
|                                           |                            | Agnese di Hohenlohe-Langenburg              | Carlo Ludovico I di Hohenlohe-Langenburg       |  |  |       |  |  |                           |  |  |                       |  |
|                                           |                            | Agnese di Hohenlohe-Langenburg              | Carlo Ludovico I di Hohenlohe-Langenburg       |  |  |       |  |  |                           |  |  |                       |  |
|                                           |                            | Agnese di Hohenlohe-Langenburg              | Amalia Enrichetta di Solms-Baruth              |  |  |       |  |  |                           |  |  |                       |  |
|                                           |                            | Agnese di Hohenlohe-Langenburg              |                                                |  |  |       |  |  |                           |  |  |                       |  |